# Michel Brunner
Michel Brunner (* 1978 in Glattbrugg) ist ein Schweizer Grafiker, Fotograf und Fachbuchautor. 
Der gelernte Grafiker dokumentierte seit 1997 zunächst als Hobby besonders alte, grosse und ungewöhnliche Bäume. Aus seiner Sammlung von Daten und Bildern von rund 4.000 Bäumen dokumentierte er später Exemplare in Büchern, hielt Vorträge und veröffentlichte seine Bilder auf Kalendern, Postkarten und Postern.
Michel Brunner setzt sich für einen fachgerechten Umgang und den Erhalt alter Bäume ein, wobei er besondere Defizite beim Schutz besonderer und alter Bäume in der Schweiz sieht.

## Werke
- Bedeutende Linden – 400 Baumriesen Deutschlands, Haupt-Verlag, Bern, Stuttgart, Wien 2007, ISBN 978-3-258-07248-7
- Baumriesen der Schweiz. Werd Verlag AG, Zürich 2009, ISBN 978-3-85932-629-3
- Arbres géants de Suisse. Werd Verlag AG, Zürich 2014, 2. Auflage, ISBN 978-3-85932-720-7
- Wege zu Baumriesen. Werd Verlag AG, Zürich 2014, 4. Auflage, ISBN 978-3-85932-654-5

## Videos
- Aeschbacher: Michel Brunner, SRF 22. September 2011, 22:26 Uhr; abgerufen am 15. Februar 2016
- Der Stammhalter. Warum Michel Brunner sein Leben den Baumriesen widmet. SRF Kulturplatz, 2. Dezember 2009, 22:59 Uhr (Beitrag ab 13.40); abgerufen am 15. Februar 2016